# 241 Германија
241 Германија (лат. 241 Germania) је астероид главног астероидног појаса. Приближан пречник астероида је 168,90 km,
а средња удаљеност астероида од Сунца износи 3,052 астрономских јединица (АЈ).
Инклинација (нагиб) орбите у односу на раван еклиптике је 5,510 степени, а орбитални период износи 1947,849 дана (5,332 година). Ексцентрицитет орбите астероида износи 0,096.
Апсолутна магнитуда астероида износи 7,58 а геометријски албедо 0,057.
Астероид је откривен 12. септембра 1884. године.